# Djefatnebti
Djefatnebti war der Name einer altägyptischen Königin der 3. Dynastie, die gemäß Günter Dreyer vielleicht mit König (Pharao) Huni liiert war.

## Belege
Der einzige bislang sichere Beleg für eine Königin dieses Namens ist ein tönerner Bierkrug, der auf Elephantine gefunden wurde. Er ist mit schwarzer Tinte beschriftet. Insgesamt fanden sich drei beschriftete Krüge. Die erste Inschrift auf dem ersten Krug nennt das Jahr eines Horusgeleites und den Bau eines Gebäudes, dessen Name jedoch nicht erhalten ist. Die zweite Inschrift nennt ein weiteres Horusgeleit sowie das „11. Mal der Schätzung von Heliopolis“. Die dritte Inschrift nennt das Jahr des Erscheinens des Königs von Ober- und Unterägypten, das „3. Mal des Bekämpfens der Räuber“ und erwähnt den Tod der Königin Djefatnebti. Besagte Schätzungen (Steuererhebungen) fanden in der Regel alle zwei Jahre statt, womit die Inschrift um das 22. Regierungsjahr des nicht genannten Herrschers datiert. Die Inschrift stammt somit wahrscheinlich aus den Jahren kurz davor oder kurz danach. Da nach einer Interpretation von Günter Dreyer kein anderer König als Huni während der 3. Dynastie länger als 22 Jahre regierte, weist er Djefatnebti diesem Herrscher als Gemahlin zu. Seine Interpretation ist jedoch nicht allgemein akzeptiert, da die Aufschriften Huni nicht explizit erwähnen.

## Identität
Über die Identität der Djefatnebti ist fast nichts bekannt. Die Krugaufschrift weist ihr lediglich den Titel „Weret-hetes“ (zu Deutsch „Die Große des Hetes-Szepters“) zu, was ein typischer Königinnentitel des Alten Reiches ist. Weitere Informationen zu dieser Person fehlen. Ihre Begräbnisstätte ist ebenfalls unbekannt.